# Wood Dalling
Wood Dalling est une paroisse civile et un village du Norfolk, en Angleterre.